# Bert De Kock
Bert De Kock (Aalst, 28 maart 1995) is een Vlaamse (stem)acteur, internetpersoonlijkheid en (radio)presentator. Hij studeerde journalistiek aan de Erasmushogeschool Brussel (EhB).

## Carrière

### Acteerwerk
In 2024 vertolkte De Kock de rol van Diego in de film K3 en het lied van de zeemeermin. Daarnaast verzorgde hij de Vlaamse stem van Freddy Lupin in de animatiefilm 200% Wolf.

### Televisie
Sinds 2023 presenteert De Kock zijn eigen VRT MAX-programma MakeUpDate, waarin hij BV's aan de tand voelt over hun leven terwijl ze beiden een makeup-uitdaging aangaan. Ook was hij te zien in andere programma's zoals Trefbal Royale. In 2025 is hij te zien de tv-versie van het radioprogramma WinWin op VRT 1 en neemt hij deel aan Celebrity MasterChef Vlaanderen.

### Radio
In de zomer van 2024 presenteerde De Kock voor het eerst op Q-music, aan de zijde van Ulrike D'hauwer. Enkele maanden later, kreeg hij het vaste programma Vrienden van de vrijdag, samen met Julie Van den Steen.

### Sociale media
Onder de gebruikersnaam bertnoternie heeft De Kock meer dan 500.000 volgers op TikTok, waar hij komische sketches en reiservaringen deelt. Op Instagram heeft hij ongeveer 70.000 volgers.